# Caso cerrado (programa de televisión)
Caso cerrado (abreviado como CC) es un programa de televisión estadounidensee (conocido en sus inicios como Sala de Parejas) emitido originalmente entre 2001 y 2019 para el público latinoamericano, aunque posteriormente reemitido en 2022 por la cadena estadounidense Telemundo, cuyo formato se basa en la resolución de conflictos. Su presentadora es la licenciada en derecho cubana-estadounidense Ana María Polo.

## Historia
El programa nació en 2001 con el nombre de Sala de parejas, siendo creado para solucionar problemas conyugales entre los litigantes, aunque posteriormente se expandió para todos quienes tengan disputas legales. Por ello, en 2005 se le cambió el nombre por la última frase mencionada cuando se sentencia un caso. El programa, desde su creación como Sala de parejas y hasta 2005 como Caso cerrado, fue realizado por la productora Promofilm en los Estados Unidos; desde septiembre de 2006 es producido totalmente por Telemundo. El programa está clasificado en los Estados Unidos como TV-14 debido a su contenido violento, sexual, lenguaje grosero y fuerte.
En 2010, Caso cerrado fue nominado a un premios Daytime Emmy, en la categoría "programa legal/de resolución de conflictos sobresaliente". Esta nominación fue la primera recibida a un programa de televisión de una cadena en español de los Estados Unidos.
El programa finalizó el 10 de diciembre de 2019 cuando se grabó el último capítulo, debido a la finalización del contrato de Ana María Polo y Telemundo y a la voluntad de Polo de no ampliar el contrato.
El 5 de mayo de 2022, se anunció una alianza entre MGE Network y Cinemat para la producción de una nueva temporada de la mano de Ana María Polo y que se podrá ver por las pantallas de Telemundo.

## Formato
En Caso cerrado, la doctora Ana María Polo presenta varios casos (hasta tres por capítulo) entre participantes en litigio, los cuales tienen un conflicto de todo tipo, que intenta resolverlo como juez árbitro. Antes de participar en el programa, los litigantes deben firmar un contrato de arbitraje que les obliga legalmente a respetar las decisiones de la doctora Polo. Los litigantes deben dar un testimonio creíble y para eso pueden presentar evidencias (como videos, fotos, audios, textos, etc.) para apoyar su respectiva postura y/o testigos que lo apoyen mediante su testimonio. También generalmente ingresan expertos en diversos temas (como psicólogos, doctores, policías) los cuales ayudan desde el punto de vista profesional sobre los problemas que tienen los litigantes. Luego de esto, la doctora Polo debe tomar una decisión justa basándose en todas las evidencias y testimonios. Se puede conceder la demanda (dando una victoria para el demandante); negar la demanda (favoreciendo al demandado); conceder parcialmente la demanda (según los criterios que la juez imponga); o bien, desestimar el caso, en situaciones donde los litigantes tengan una mala disposición en el estudio o no se tenga suficiente evidencia para hacer una sentencia justa; o si no, negar las demandas a los litigantes (demandando y contra demandando a la persona equivocada, no asumir las responsabilidades de las acciones, aprender lecciones). La doctora Polo comienza cada caso citando una frase de algún reconocido filósofo, científico, cantante, pensador, etc., que concuerde con la historia a tratar, y acaba el programa, tras el último caso, con la cita del activista por los derechos civiles, Malcolm X: "Sea cortés, ande con cuidado, edúquese lo más que pueda, respete para que lo respeten, y que Dios nos ampare".

### Participantes
- Demandante: Esta persona presenta una demanda, debe ser y explicar a quién demanda, por qué lo demanda y qué exige para resolver el problema. El demandante puede probar por qué tiene la razón con testimonios y evidencias (fotos, videos, papeles, etc.).
- Demandado: Esta persona responde al demandante, puede presentar una contrademanda. El demandado puede probar que el demandante está errado y/o probar que tiene la razón mediante testimonios creíbles y con evidencias (fotos, videos, papeles, etc.).
- Testigos: Hay distintos tipos de testigos, entre los cuales se encuentran:
  - Testigos del demandante: Son personas que trae el demandante y que lo apoya mediante testimonios y/o evidencias (fotos, videos, papeles, etc.).
  - Testigos del demandado: Son personas que trae el demandado y que lo apoya mediante testimonios y/o evidencias (fotos, videos, papeles, etc.).
  - Testigos de producción o voluntarios: Son personas que van al programa, externos al demandante o al demandado, y que pueden o no apoyar a alguno de los litigantes.
- Expertos: Son profesionales que aportan con su conocimiento al caso, para poder entender lo que ocurre y poder tomar una decisión final justa. Hay de todas las áreas, pero los más comunes son psicólogos, doctores, detectives y abogados.
- Invitados: Son profesionales que explican detalladamente dentro del caso.

## Temporadas
| Temporada | Temporada | Episodios | Episodios | Comienzo                | Final                   |
| --------- | --------- | --------- | --------- | ----------------------- | ----------------------- |
|           | 1         | 1809      | 120       | 2 de abril de 2001      | 8 de septiembre de 2001 |
|           | 2         | 1809      | 120       | 13 de mayo de 2002      | 1 de noviembre de 2002  |
|           | 3         | 1809      | 120       | 2 de junio de 2003      | 28 de noviembre de 2003 |
|           | 4         | 1809      | 120       | 14 de junio de 2004     | 26 de noviembre de 2004 |
|           | 5         | 1809      | 120       | 27 de junio de 2005     | 9 de diciembre de 2005  |
|           | 6         | 1809      | 120       | 26 de junio de 2006     | 15 de diciembre de 2006 |
|           | 7         | 1809      | 120       | 2 de julio de 2007      | 14 de diciembre de 2007 |
|           | 8         | 1809      | 100       | 14 de julio de 2008     | 14 de noviembre de 2008 |
|           | 9         | 1809      | 100       | 20 de julio de 2009     | 4 de diciembre de 2009  |
|           | 10        | 1809      | 100       | 26 de julio de 2010     | 10 de diciembre de 2010 |
|           | 11        | 1809      | 100       | 1 de agosto de 2011     | 16 de diciembre de 2011 |
|           | 12        | 1809      | 100       | 27 de agosto de 2012    | 4 de enero de 2013      |
|           | 13        | 1809      | 100       | 14 de octubre de 2013   | 7 de marzo de 2014      |
|           | 14        | 1809      | 33        | 29 de diciembre de 2014 | 13 de febrero de 2015   |
|           | 15        | 1809      | 35        | 2 de noviembre de 2015  | 18 de diciembre de 2015 |
|           | 16        | 1809      | 35        | 5 de septiembre de 2016 | 21 de octubre de 2016   |
|           | 17        | 1809      | 35        | 20 de marzo de 2017     | 5 de mayo de 2017       |
|           | 18        | 1809      | 155       | 29 de octubre de 2018   | 10 de diciembre de 2019 |
|           | 19        | 1809      | 76        | 16 de noviembre de 2022 |                         |

## Críticas
Una de las críticas que ha recibido Caso cerrado desde sus comienzos tiene que ver con la veracidad de los casos presentados en el programa.
Al finalizar el programa, luego de los créditos, se muestra un mensaje donde se indica que, para proteger la privacidad de litigantes que así lo desean, muchos casos son dramatizados.
El 4 de enero de 2008, Ana María Polo concedió una entrevista al diario chileno La Tercera, donde declaró: «Muchos casos tienen que estar arreglados. Aquí lo que vale es el mensaje que se transmite». Agregó, además, que todos los casos son reales; sin embargo, a veces se usan personas diferentes cuando los litigantes sienten mucha vergüenza de aparecer en un programa de televisión.
En una entrevista de 2018 con el Sun Sentinel, Ana María Polo señaló que el programa fue creado para entretener, pero que los participantes no eran actores. La doctora Polo también sostuvo que los casos eran «reales pero no precisos», diciendo que «los participantes no son actores. Son personas que simplemente tienen algo que contar y que reflejan sus realidades, aunque la historia no sea completamente como les sucedió a ellos».

## Música
Caso cerrado cuenta con su propio tema musical compuesto y cantado por la misma Ana María Polo. El tema tiene varias versiones que se han ido modificando a lo largo de las temporadas. La música del programa fue producida por Félix Pando en la mayoría de sus temporadas y también por el músico y artista Alberto Slezynger.

## Emisión internacional
Caso cerrado es transmitido a través de la cadena Telemundo para todo Estados Unidos. También se emite en su canal hermano de televisión por suscripción Universo.
Además de transmitirse a través de la señal internacional de Telemundo, se puede ver en algunas cadenas de países como:
- Argentina: Comenzó su emisión el 1 de septiembre de 2016 por Telefe, de lunes a viernes de 17:30 a 20:00. A partir del 5 de diciembre se le agregó una nueva edición llamada "Caso cerrado, sin censura", de lunes a jueves desde las 23:15 a 00:15. El programa era de lunes a jueves a las 22:45 y fue mudado el sábado a las 22:30. En septiembre de 2017 fue sacado del aire por considerar que su contenido no fue apropiado en el horario en que se televisa para ser visto por la familia en general y bajo el acuerdo de Paramount Global no se pudo renovar el contrato con el programa y con la empresa Comcast y NBCUniversal (dueños de Telemundo). En 2018 volvió al aire los domingos a las 18:30 y fue removido en 2019 por baja audiencia. En mayo de 2022 se vuelve a emitir de lunes a viernes a la noche, pero a los pocos meses también fue levantado por bajo rating. Sin embargo este programa puede ser visto en Argentina a través de televisión por cable, por Telemundo Internacional, o a través del canal de YouTube de Caso cerrado.
- Brasil: transmitido en Brasil a partir del 17 de febrero de 2014 por el canal de televisión SBT, doblada al portugués. El Departamento de Justicia, Clasificación, Títulos y Calificación de Brasil lo ubica como no recomendado para menores de 10 años.
- Bolivia: Se transmitía a través de Bolivisión en el tiempo que funcionaba en HD se tenía identificador como PG-14 por el fuerte lenguaje y contenido se emitía desde las 17:40 durando aproximadamente 50 minutos. El 12 de octubre de 2019 se confirma el acuerdo de Telemundo con Unitel. El acuerdo estaba compartido con Bolivision, pero Unitel decidió tener exclusividad y desde el 28 de octubre se emite en Unitel a las 16:00. En medio de la pandemia, Caso cerrado fue cancelado, debido a la baja audiencia y a la separación de NBCUniversal (solo series de Universal Television y películas de Universal Pictures para ATB, el trato con Telemundo aún sigue vigente para ambos canales) en 2020. Tras un acuerdo, Unitel retransmitió desde el 22 de mayo de 2021 en los horarios de lunes a viernes en la medianoche, luego de la serie de Telemundo El Señor de los Cielos y los sábados a las 18:00.[cita requerida]
- Chile: Se transmitió desde el 7 de octubre de 2002 hasta el 31 de diciembre de 2007 por Red Televisión, tanto Caso cerrado como de Sala de parejas a las 15:00. Durante ese último año también se transmitió a las 21:00 bajo el nombre de Caso Cerrado Prime. Desde el 2 de enero de 2008 hasta diciembre de 2014 fue transmitido por Mega desde las 15:00 hasta las 16:00, llegando a ser muy exitoso llegando incluso a hacer una versión local del programa en ese país, llamada Caso cerrado Chile. A partir del 2 de enero de 2015 y hasta el 31 de diciembre de 2017 el programa fue emitido por Chilevisión todos los días a las 20:00 (aproximadamente) y los jueves a las 22:30. Desde el 1 de marzo de 2018 hasta el 29 de diciembre de 2023 pasó a ser emitido por Canal 13 de lunes a viernes a las 19:00 y los jueves a las 22:30; posteriormente sería movido al horario de las 15:00. Desde el 1 de enero de 2024 es transmitido en Televisión Nacional de Chile (TVN) desde las 16:30 hasta las 18:00 y de las 19:30 hasta las 21:00 (Casos de selección). A su vez se crearon programas similares inspirados en Caso Cerrado como Veredicto, emitido por Mega, Tribunal oral, emitido por Canal 13, La Jueza, emitido por Chilevisión y Carmen Gloria a tu servicio. emitido por Televisión Nacional de Chile (TVN) respectivamente.
- Colombia: se transmitió por Caracol Televisión de lunes a viernes después de Día a día a las 10:30, pero fue sacado del aire el 27 de enero del 2012 por varias quejas que el canal recibía ya que el programa era muy «duro» para los niños, ya que se transmitía en horario familiar, siendo después transmitido de lunes a viernes a las 0:00. Fue sacado del aire el 30 de agosto de 2013. Y a partir del 14 de agosto de 2017 a las 17:00 por el Canal 1, logrando ser uno de los programas con mejor índice de audiencia de Canal 1, teniendo el horario de lunes a viernes a las 16:30, Caso cerrado (2016-2017) y de 17:00 en adelante Caso cerrado Edición Estelar (2017-2019). Salió del aire a finales de agosto de 2024. Desde el 30 de septiembre de 2024 se transmite por Canal RCN a las 15:30.[9]
- Costa Rica: transmitido a través de Canal 6 a las 23:30, por Canal 11 a las 17:00 y por Telemundo, también, a las 17:00.
- Ecuador: fue transmitido a través de Ecuavisa de lunes a viernes a las 18:30 bajo supervisión adulta y a las 0:00 con el nombre de “Caso Cerrado: Sin censura”. En la actualidad es transmitido en el horario de las 12:00 en el canal TVC desde el 12 de junio de 2023 y por RTS a las 17:00 desde julio de 2023.
- El Salvador: se transmite por Canal 2 de lunes a viernes a las 19:00.
- España: se transmite por el canal Ten de lunes a viernes de 11:35 a 15:50 y de 20:00 a 23:00 y los fines de semana de 14:25 a 21:55.[10] Además en Canarias, es emitido por la cadena Mírame Televisión algunos días por las tardes o por las noches en su programación internacional. Otros canales: locales, comarcales, autonómicos privados o del ámbito cooperativo comunitario del Estado también lo emiten o lo han emitido en algún momento.
- Guatemala: se transmite por Canal 3 de lunes a viernes a las 17:00 hasta el 19 de febrero de 2021.
- Honduras: se transmite por Canal 5, de lunes a viernes a las 17:00.
- México: se transmite por el Canal 9 de Televisa a partir del 4 de marzo de 2019 se emite de lunes a viernes en horario nocturno, con leves modificaciones en su hora de emisión, en un inicio empezando a las 17:30, y en la actualidad empezando a las 20:30, siempre con 2 horas de duración.
- Nicaragua: es transmitido a través de Canal 10.
- Panamá: es transmitido a través de Televisora Nacional desde 2002, tanto Caso cerrado como de Sala de parejas. Actualmente se emite de lunes a viernes a las 14:00 y los sábados y domingos a las 15:30.
- Paraguay: Fue emitido originalmente por Tevedos hoy Red Guaraní y posteriormente Noticias PY en sus inicios desde 2002 hasta 2004 tanto como Sala de parejas como Caso cerrado y más tarde se traslada a través del Sistema Nacional de Televisión (Canal 9) desde enero de 2004 hasta febrero de 2019 reemplazando después a Laura y actualmente se puede ver por La Tele de lunes a viernes a las 16:30 hora local.
- Perú: Se transmitió desde abril de 2003 hasta enero de 2018 por ATV. El canal peruano emitió el programa desde sus primeras temporadas, las cuales eran conocidas como Sala de parejas y posteriormente como Caso cerrado. A partir del 12 de marzo de 2018 a las 11:00 y 13:00 el programa se transmite por Latina. Desde el 26 de octubre de 2022 se emite a las 23:00 bajo el nombre "Caso Cerrado: Sin Censura" por Latina. Pero desde el 26 de junio de 2023, se emite en el canal Willax tras su alianza con Telemundo en doble horario a las 12:55 y 17:55.
- Puerto Rico: transmitido por Telemundo Puerto Rico (lunes a viernes a las 16:00 y 19:00).
- República Dominicana: Fue transmitido a través de Tele Antillas Canal 2 de lunes a viernes a las 12:00 y 19:00. hasta el 17 de febrero de 2021 y desde el 20 de septiembre se transmite por Telesistema Canal 11 de lunes a viernes a las 18:00.
- Uruguay: Era transmitido a través de Canal 10, todos los domingos de 15:00 a 19:00. Estuvo al aire desde el 23 de octubre de 2016 hasta el 19 de mayo de 2019.
- Venezuela: Se estrenó el 13 de octubre de 2008 a través del canal Televen a las 10:00 y se emitió hasta el 22 de diciembre de 2010, debido a que por órdenes de la Comisión Nacional de Telecomunicaciones de Venezuela (Conatel), fue sacado del aire por considerar que su contenido era muy fuerte para ser visto por niños y menores de edad. Sin embargo este programa puede ser visto en Venezuela, a través de TV por suscripción, por Telemundo.

### Ediciones de adultos
Caso Cerrado ha tenido versiones «para adultos» en algunos canales de Iberoamérica. En Chile ha sido conocido como Caso cerrado Adulto (transmitido por Mega) o Caso cerrado prime (transmitido por La Red, Chilevisión y Canal 13) y en Argentina como "Caso cerrado sin censura" (trasmitido por Telefe). En estos programas la mayoría de los casos contiene un lenguaje fuerte y sexual (que Telemundo transmite en el horario estelar por el "control parental o clasificación por edades" que indica el contenido del mismo al comenzar o volver de un receso).

## Versiones y legado

### Versión chilena
Entre 2007 y 2010 existió un boom de popularidad con respecto al programa que era emitido por el canal La Red en ese entonces en Chile y esto dio origen a que en 2007 se crearan diferentes programas judiciales en la televisión chilena: Tribunal oral en Canal 13 (el cual sólo duró una temporada) y en especial Veredicto de Mega y La jueza en Chilevisión, ya que estos presentan un formato idéntico al de Caso cerrado; incluso la presentadora de Veredicto, la abogada Macarena Venegas, fue invitada de honor en Caso cerrado.
La jueza, por su parte, era licencia original de Caso cerrado y al igual que este último, también fue producido por Promofilm; era conducido por la abogada y jueza Carmen Gloria Arroyo. Este programa se mantuvo al aire hasta diciembre de 2017, ya que Veredicto fue cancelado en julio de 2011. Posteriormente Arroyo emigró a Televisión Nacional de Chile en mayo de 2018 donde dirige Carmen Gloria a tu servicio, de temática similar, aunque ampliada a más temáticas que las estrictamente judiciales.
Además, durante 2008 Ana María Polo creó cercanos lazos con Chile luego de visitar este país para asistir a diversos programas de Mega, canal que emitió Caso cerrado entre 2008 y 2014, en pleno boom del programa en Chile, teniendo una excelente recepción por parte de los chilenos. Es así como en diciembre del mismo año regresó nuevamente al país para ser parte del grupo de animadores de la Teletón de ese año, y aprovechó para grabar una serie de capítulos para la versión chilena de su programa llamado Caso cerrado Chile, en el cual buscó resolver los problemas de los chilenos. Su estreno se produjo el 16 de septiembre de 2009 en horario estelar. Además estuvo presente en la telemaratón Chile ayuda a Chile, destinada a recaudar fondos para ayudar a los afectados del terremoto de febrero de 2010 y en la gala del Festival de Viña del Mar 2015.

### Versión venezolana
Un año después de la salida de Caso cerrado de la televisión abierta venezolana, la cadena Televen, quien tiene alianzas con Telemundo, decidió realizar una versión local de ese programa titulada Se ha dicho, el cual es conducido por la Dra. Mónica Fernández, y se estrenó el 14 de febrero de 2012 en el horario de las 6:00 p. m.
Este programa, el cual se ha convertido en el líder de audiencia en su horario desde entonces y aún sigue al aire, tiene la misma temática del original Caso cerrado con respecto a la resolución de conflictos, pero en los últimos años se ha enfocado más en el asesoramiento legal de la resolución de dichos conflictos y ha incluido una sección titulada "Quiero saber de ti" referente a la búsqueda de personas quienes, por alguna razón, no tienen contacto con los solicitantes de su paradero.

## Parodias
- En Chile, el programa Morandé con compañía de Mega creó una parodia llamada "Gato encerrado" con Che Copete imitando a la doctora Polo como la "Dra. Pollo". El nombre de la productora se parodia como "Corneta Films". Inclusive, el 7 de noviembre de 2008, la doctora Polo visitó el programa y realizó un encuentro con la Dra. Pollo, en donde respondieron casos (obviamente ficticios y cómicos).[13] También en el programa Inútiles y subversivos de TVN existe otra parodia llamada La Doctora Poto, siendo un hombre disfrazado con una máscara de trasero. Desde 2016, el imitador chileno Stefan Kramer realiza comúnmente personificaciones de la Dra. Polo tanto en sus producciones propias como en el videoclip del tema de reguetón «Déjalo», de los cantantes chilenos Luis Jara y Rigeo (2019). La propia Dra. Polo manifestó en redes sociales sus felicitaciones al imitador y a los cantantes.[14] En 2018, existió una reunión entre Kramer y Polo en el programa Don Francisco te invita.[15]
- En Costa Rica en el programa de comedia Un show de huevos de Canal 9 se hizo un sketch paródico llamado "Caso arratado" en donde se parodia que el programa no es muy educativo y que están trucados los casos.
- En Ecuador, el actor Fernando Villarroel realizó una parodia titulada "Caso Fregado", donde el mazo de juez fue representado por un chipote chillón (elemento del superhéroe Chapulín Colorado). Además el actor David Reinoso realizó una parodia titulada "Caso piteado" en el programa cómico Vivos.
- En Nicaragua, en el programa iNN se presenta una parodia también llamada "Caso fregado" en donde el comediante nicaragüense Reynaldo Luis se hace pasar como la Dra. Mariana Bola. En el sketch se presentan casos ficticios en donde gana el litigante que pruebe que sea cubano (la juez lo comprueba expresando refranes y sones populares incompletos de Cuba para observar si el litigante que dice que es cubano los termina con naturalidad) sin importar cuan injusto sea el caso.
- En Perú, en el programa El wasap de JB, el humorista peruano Jorge Benavides parodia a la doctora Polo bajo el nombre de "Doctora Pollo" en el sketch conocido como "Gato Encerrado" donde se presentan casos de las últimas noticias como desgracias o peleas o mediáticos de personajes que son noticia, parodiando a famosos de ese país como cantantes, actores, presentadores, chicos de reality, faranduleros hasta personajes de la política o a los protagonistas de las noticias impactantes que salieron en el momento.
- En Puerto Rico, en el cancelado programa TV Ilegal de Wapa-TV, existía una parodia llamada "Caso enterrado", donde la comediante Noris Jofree imitaba a la Dra. Ana María Polo. Por otra parte, la señal puertorriqueña de Telemundo, dentro del programa Raymond y sus amigos, tiene su propia parodia llamada "Gato encerrado", donde el comediante Raymond Arrieta imita a la Dra. Polo, bajo el nombre de Dra. Apolo. Como dato curioso en enero de 2015 la doctora Polo visitó el programa, y realizó un encuentro con la Dra. Apolo.
- En República Dominicana, en el programa Chévere Nights de Milagros Germán se realizó en 2014 una parodia llamada "Caso Trankao", con la actriz cubana Verónica López interpretando a la Dra. "Ana María Pala", caracterizada con un exagerado acento cubano.
- En Venezuela, en el ya desaparecido programa Misión Emilio de Televen, existió un sketch llamado "La Corte de Chepina", donde el comediante venezolano Emilio Lovera parodia a la Dra. Ana María Polo, haciéndose pasar por "Chepina Viloria", personaje conocido en ese país. En este espacio se presentan casos simulados donde alguno de los litigantes ofende de algún modo a la Jueza, y esta termina en desacuerdo con los dos litigantes.
- En el canal de Ubaldo MX se ha hecho una parodia llamada Casos Errados pero con mascotas de diferentes equipos de la Liga MX.

## Premios y nominaciones
| Año  | Premiación       | Categoría    | Resultado |
| ---- | ---------------- | ------------ | --------- |
| 2012 | Premios Tu Mundo | ¡Qué Locura! | Ganadora  |